# L'Essentiel (magazine)
Pour les articles homonymes, voir L'Essentiel.
L'Essentiel est un magazine mensuel édité à La Rochelle (France) et qui présente l'essentiel de l'actualité du département.
Né en 1996 sur l'île de Ré, le titre a été repris à BLYP publications en 2005 par les éditions C'est-à-dire-c'est à lire de La Rochelle.